# POV-Ray
O POV-Ray, é um programa de Ray Tracing disponível para variadas plataformas de computação. Foi originalmente baseado no DKBTrace, escrito por David Kirk Buck e Aaron A. Collins. Existem também influências do Polyray, de contribuição de seu autor, Alexander Enzmann. O POV-Ray é livre, com seu código-fonte disponível.

## História

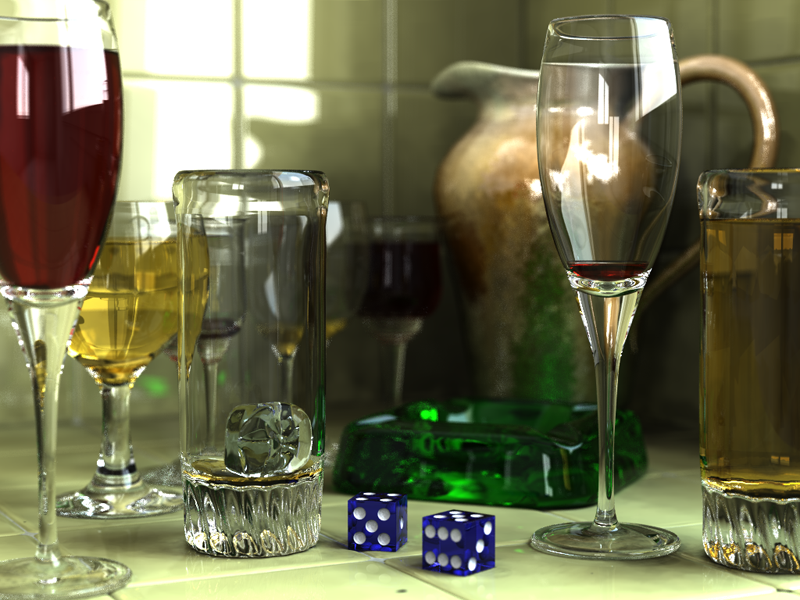
Cena com vidros produzida no POV-Ray, demostrando radiosidade e fotorealismo

Na década de 1980, David Kirk Buck obteve o código fonte de um raytracer para Unix para seu Amiga. Interessado, ele o usou por um tempo, decidindo posteriormente escrever seu próprio raytracer, denominado DKBTrace, por razão das iniciais de seu nome. Em 1987, Aaron Collins obteve o código fonte do DKBTrace e começou a portar tal código para a plataforma X86. Ele e David Buck colaboraram para adicionar várias novas funcionalidades ao aplicativo. Quando o programa provou ser mais popular que o esperado, eles não puderam mais manter o aplicativo para adicionar a grande demanda de funcionalidades sugeridas pelos usuários. Em 1989, David delegou o projeto para um time externo de programadores. Ele então percebeu que era inapropriado usar suas iniciais em um programa que não mantinha mais. Para a mudança foi cogitado o nome STAR, mas POV-Ray se tornou padrão.
POV-Ray foi o primeiro software para ray tracing a produzir um imagem em órbita, por Mark Shuttleworth na Estação Espacial Internacional.

## Desenvolvimento e manutenção
Modificações oficiais na árvore de código do POV-Ray são feitas e aprovadas pelo time POV. Pessoas interessadas em enviar correções ou reportar erros devem participar do grupo de notícias do POV-Ray.

## Licença
POV-Ray é distribuído pela licença POV-Ray, que permite a livre distribuição dos binários do aplicativo e seus fontes, mas restringe a distribuição comercial e a criação de trabalhos diversos às versões do POV-Ray.
Apesar de o código fonte estar disponível para modificação, de acordo com restrições específicas, ele não é código livre de acordo com a definição da Iniciativa de Código Livre. Uma das razões para o qual o POV-Ray não é licenciado pela GPL, popular para projetos similares atualmente, é que o POV-Ray foi desenvolvido antes de a GPL se tornar popular. Os desenvolvedores escreveram suas próprias licenças para o lançamento do POV-Ray, e contribuintes do aplicativo trabalharam assumindo que suas contribuições seriam licenciadas pela licença POV-Ray.
Uma reescrita completa do POV-Ray (versão 4.0) está atualmente em discussão, utilizando uma licença mais liberal, não necessariamente a GPL.